# Abelardo Fernández
Abelardo Fernández Antuña (ur. 19 marca 1970 w Gijón) – hiszpański trener i piłkarz, złoty medalista olimpijski z Barcelony, grający na pozycji stopera.
Urodził się w Gijón, w tamtejszym Sportingu rozpoczynał swoją karierę. Już w pierwszym swoim sezonie gry w Primera División, 1989/90, rozegrał w niej 33 spotkania, zdobywając 2 bramki. Sporting zajął jednak dopiero 13. miejsce. Zupełnie inaczej losy klubu z Gijón potoczyły się w następnym sezonie, kiedy to, pod wodzą takich graczy jak Luis Enrique, Milan Luhový, Georgi Jordanow czy Joaquín, gracze z północy Hiszpanii zajęli 5. miejsce, do drugiego Atlético tracąc zaledwie trzy punkty. Abelardo wystąpił we wszystkich 38 spotkaniach. Kolejny sezon był trochę gorszy – Sporting zajął 8. miejsce, a Abelardo rozegrał 35 meczów. Druga połowa roku 1992 rozpoczęła się dla piłkarza wyśmienicie – razem z reprezentacją Hiszpanii zdobył złoty medal Igrzysk Olimpijskich w Barcelonie, pokonując w finale Polaków. W klubie zagrał 37 razy, a Sporting w tabeli był 13. W następnym sezonie klub był miejsce niżej, a Abelardo – dla którego był to ostatni rok w klubie – wystąpił w 36 meczach. Lato roku 1994 było kulminacyjnym punktem kariery Abelardo – kupił go klub, w którym występował przez następne 8 sezonów – FC Barcelona. W zespole z Katalonii nie odniósł jednak wielkich sukcesów – dwukrotne mistrzostwo Hiszpanii (1998 i 1999), Puchar Zdobywców Pucharów 1997 i Superpuchar Europy 1998. W drużynie rozegrał 171 meczów ligowych, zdobywając 11 goli. Z Barcelony odszedł po sezonie 2001/02, kiedy to zagrał tylko 7-krotnie. W ostatnim sezonie swojej kariery Abelardo występował w Deportivo Alavés.
W reprezentacji Hiszpanii Abelardo zagrał 54 razy, uczestnicząc w Mistrzostwach Świata 1994 i 1998, a także EURO 1996 i 2000.